# کلوسترزانده
کلوسترزانده (به هلندی: Kloosterzande) یک منطقهٔ مسکونی در هلند است که در هولست واقع شده‌است. کلوسترزانده ۳٬۲۷۹ نفر جمعیت دارد.